# Jan Lefeber
Jan Lefeber (ur. 19 maja 1961) – holenderski bokser, mistrz Europy (EBU) w kategorii półciężkiej (1988–1989).

## Kariera amatorska
W 1981 r. był uczestnikiem mistrzostw Europy w Tampere. Rywalizujący w kategorii do 71 kg, Lefeber odpadł w 1/8 finału, przegrywając z reprezentantem Włoch Angelo La Mattiną. Rok później reprezentował Holandię na mistrzostwach świata, startując w kategorii do 71 kg. Lefeber przegrał swój pierwszy pojedynek w 1/16 finału z Cameronem Lithgowem, odpadając z dalszej rywalizacji.
W 1981 oraz 1982 zostawał mistrzem Holandii, zdobywając tytuły w kategorii lekkośredniej oraz średniej.

## Kariera zawodowa
Na zawodowstwo przeszedł w 1983 r. W latach 1983–1987 walczył w kategorii średniej, zdobywając m.in. mistrzostwo BeneLuxu. 29 lipca 1988 r. zmierzył się z Niemcem Ralfem Rocchigianim, z którym przegrał na punkty w Niemczech. W kolejnym pojedynku, który odbył się 7 listopada 1988 sprawił sensację, pokonując na punkty rodaka Pedro van Raamsdonka. Stawką pojedynku było mistrzostwo Europy w kategorii półciężkiej. Tytuł obronił w kolejnym pojedynku, remisując ze swoim byłym rywalem Ralfem Rocchigianim. W drugiej obronie rywalem Lefebera był Francuz Eric Nicoletta. Nicoletta zwyciężył przez techniczny nokaut w 10. rundzie i odebrał Holendrowi mistrzostwo Europy w kategorii półciężkiej. Ostatni zawodowy pojedynek stoczył 2 października 1995, przegrywając z Eddym Smuldersem. Stawką pojedynku było mistrzostwo Europy w kategorii półciężkiej.